# Lacinipolia gertana
Lacinipolia gertana là một loài bướm đêm trong họ Noctuidae.